# Oulangia bradleyi
Oulangia bradleyi är en korallart som först beskrevs av Addison Emery Verrill 1866.  Oulangia bradleyi ingår i släktet Oulangia och familjen Rhizangiidae. Inga underarter finns listade i Catalogue of Life.